# Formosatettix formosanus
Formosatettix formosanus är en insektsart som först beskrevs av Tokuichi Shiraki 1905-1906.  Formosatettix formosanus ingår i släktet Formosatettix och familjen torngräshoppor. Inga underarter finns listade i Catalogue of Life.